# Okręg wyborczy Cashel
Okręg wyborczy Cashel powstał w 1801 r. i wysyłał do brytyjskiej Izby Gmin jednego deputowanego. Okręg obejmował miasto Cashel w irlandzkim hrabstwie Tipperary. Został zlikwidowany w 1870 r.

## Deputowani do brytyjskiej Izby Gmin z okręgu Cashel
- 1801–1801: Richard Bagwell
- 1801–1802: John Bagwell
- 1802–1806: William Wickham, wigowie
- 1806–1807: Archibald Primrose, wicehrabia Primrose
- 1807–1809: Quinton Dick
- 1809–1812: Robert Peel, torysi
- 1812–1818: Charles Saxton, torysi
- 1818–1819: Richard Pennefather, torysi
- 1819–1830: Ebenezer John Collett, torysi
- 1830–1831: Mathew Pennefather, torysi
- 1831–1832: Philip Pusey, torysi
- 1832–1835: James Roe, Repeal Association
- 1835–1835: Louis Perrin, wigowie
- 1835–1838: Stephen Woulfe, wigowie
- 1838–1846: Joseph Stock, wigowie
- 1846–1859: Timothy O’Brien, wigowie
- 1859–1865: John Lanigan, Partia Liberalna
- 1865–1870: James Lyster O’Beirne, Partia Liberalna